# Anthony Peden
Anthony Thomas Peden (* 15. September 1970 in Manly, Australien) ist ein ehemaliger australischer und ab 1998 neuseeländischer Bahnradsportler. Seit 2018 ist er Nationaltrainer des chinesischen National-Bahnradteams (Kurzzeit).

## Sportliche Laufbahn
1992 wurde Anthony Peden Dritter bei den UCI-Bahn-Weltmeisterschaften in Valencia im Tandemrennen mit David Dew. 1999 wurde er Vize-Weltmeister im Keirin in Berlin. 2002 startete er bei den Commonwealth Games und wurde gemeinsam mit Justin Grace und Nathan Seddon Vierter im Teamsprint. 2006 belegte er im Keirin bei den nationalen Meisterschaften in Neuseeland den zweiten Platz.
2000 nahm Anthony Peden an den Olympischen Spielen in Sydney im Sprint und im Keirin teil, konnte jedoch keinen vorderen Platz belegen. Eine zweite Teilnahme an den Olympischen Spielen scheiterte 2004 daran, dass Peden nachgewiesen wurde, ein unerlaubtes Mittel zu sich genommen zu haben. Peden erklärte dazu, ein deutscher Arzt habe ihm das Mittel während eines Trainingsaufenthalts gegen Rückenschmerzen gegeben; ihm sei nicht bewusst gewesen, dass das Präparat Wirkstoffe beinhaltete, die auf der Doping-Liste stünden.

## Berufliches
Peden lebte in Lausanne und war als Personal Trainer des Motorrad-Rennfahrers Casey Stoner von der Grand-Prix-Mannschaft der Firma Ducati tätig. Ab Sommer 2013 war er Trainer der neuseeländischen Sprint-Bahnnationalmannschaft. Im Februar 2015 wurde er in Neuseeland zum Trainer des Jahres gewählt.
Ende Mai 2018 beendete Peden seine Tätigkeit als Nationaltrainer Neuseelands. Damit zusammenhängend wurden Vorwürfe wegen „unangemessenen Verhaltens“ gegen ihn bekannt, wie etwa Alkoholgelage im Umkreis der Nationalmannschaft und eine sexuelle Beziehung zu einer Fahrerin, was laut einem von Peden unterschriebenen Codex nicht zulässig im neuseeländischen Verband ist. Die Mannschaftskollegen seien angewiesen worden, nicht darüber zu sprechen. Die ehemalige Radsportlerin Stephanie McKenzie gab vor einem Untersuchungsausschuss an, von Peden und männlichen Sportlern gemobbt worden zu sein. Zudem hätten seit 2016 mehr als 20 Mitarbeiter wegen dieser Atmosphäre den Trainerstab verlassen. Wenige Tage später wurde bekannt, dass Peden als Kurzzeit-Trainer zum chinesischen Radsportverband wechselt.

## Diverses
1998 wechselte Anthony Peden seine Staatsbürgerschaft von der australischen zur neuseeländischen. Er hat dieselben familiären Wurzeln in Schottland wie der kanadische Sechstagefahrer William Peden.

## Erfolge
1992
- Amateur-Weltmeisterschaft – Tandemrennen (mit David Dew)

1999
- Weltmeisterschaft – Keirin